# Rhodophiala bifida
Rhodophiala bifida là một loài thực vật có hoa trong họ Amaryllidaceae. Loài này được (Herb.) Traub miêu tả khoa học đầu tiên năm 1953.

## Hình ảnh

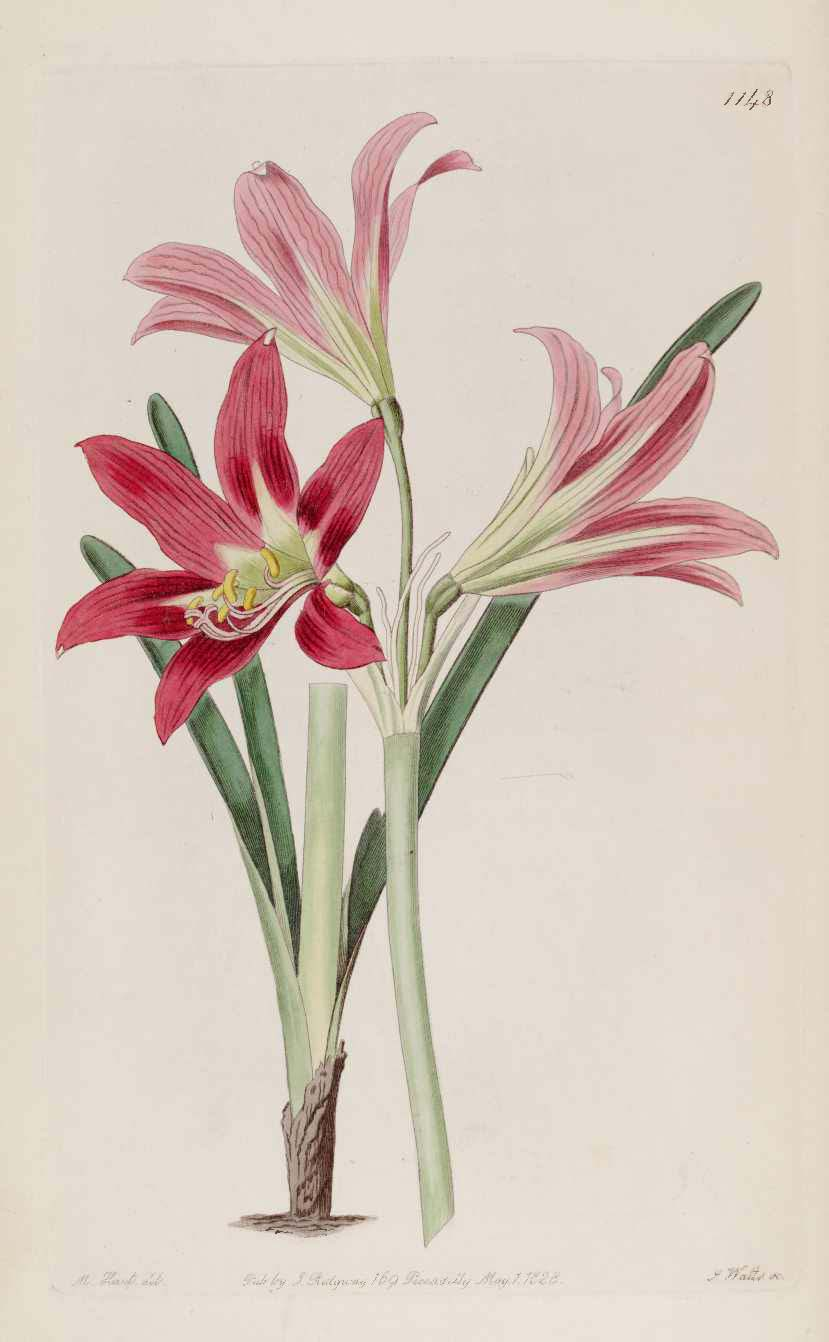
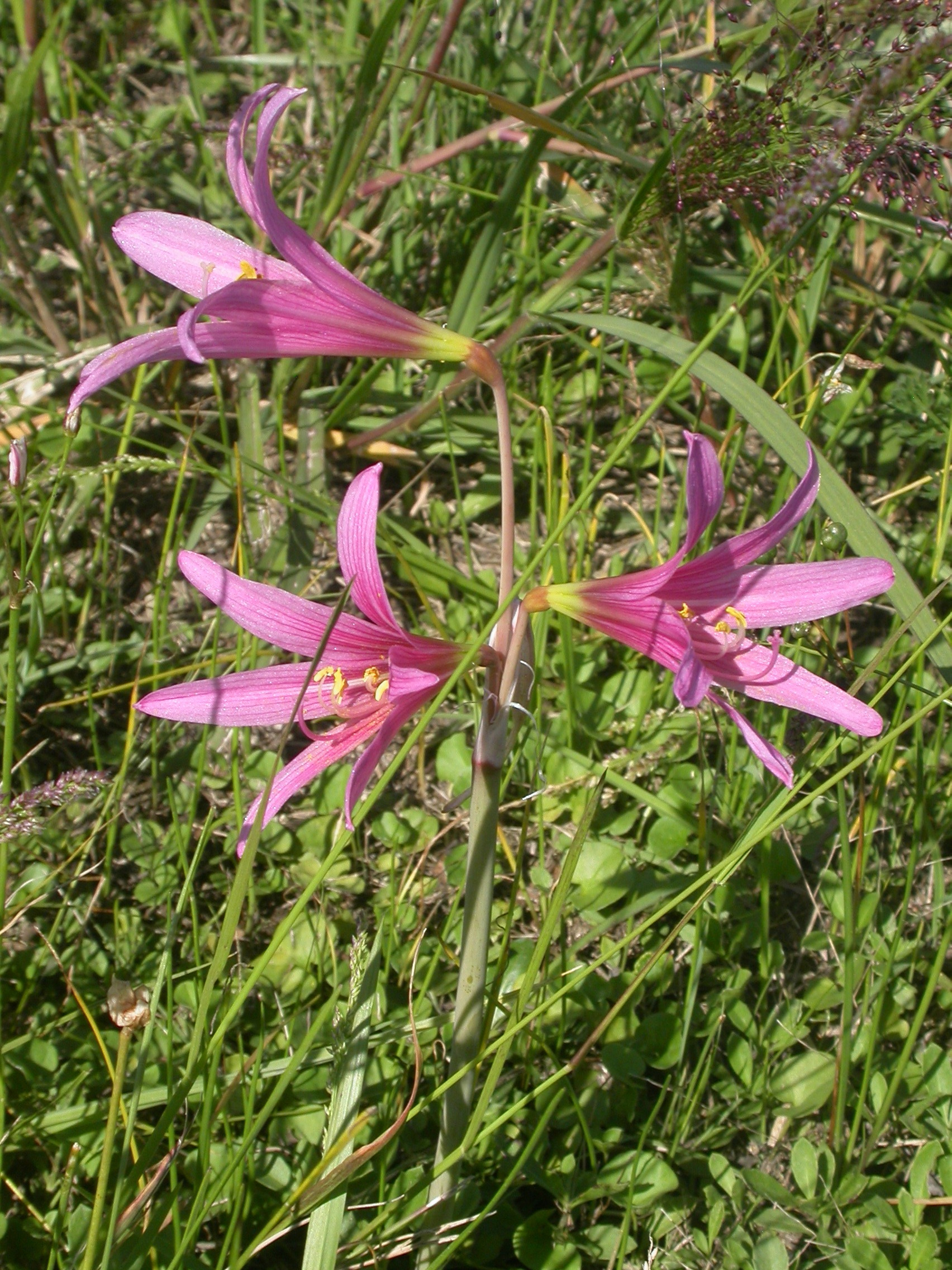
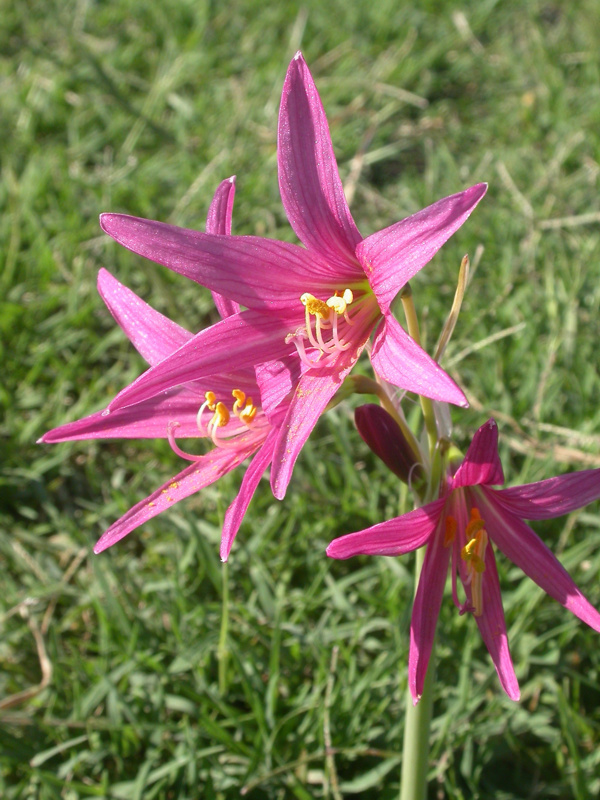
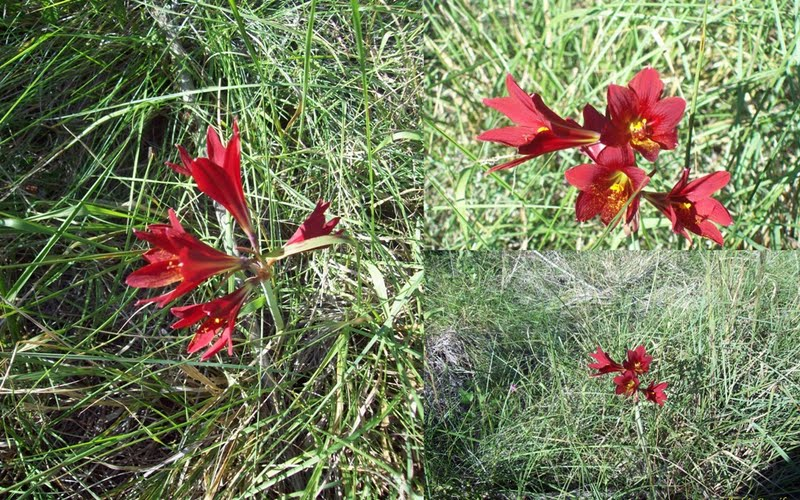